# ぼくらはみんな生きている
『ぼくらはみんな生きている』は、2001年に刊行された坪倉優介のノンフィクション手記。テレビ朝日で2003年9月18日にスペシャルドラマとして映像化され、ヒューマンドラマ・スペシャル内で放送された。

## 出演
- 沢村修一：オダギリジョー
- 沢村幸恵：風吹ジュン
- 岡田ゆかり：新山千春
- 沢村夕子：岡本綾
- 佐藤信一：大倉孝二
- 沢村健二：斉藤慶太
- 神山恵庵：橋爪功
- 高村医師：山崎一
- 沢村徹：石丸謙二郎
- 島本ゆき：小西真奈美
- 近所の主婦：山本道子
- 中田：上地雄輔

## スタッフ
- 脚本：吉田紀子
- プロデューサー：今木清志、森安彩
- 演出：小椋久雄
- 原作：坪倉優介「ぼくらはみんな生きている」（幻冬舎文庫）
- 制作：テレビ朝日、ベイシス

| スタブアイコン | サブスタブ | この項目は、まだ閲覧者の調べものの参照としては役立たない、テレビ番組に関連した書きかけの項目です。この項目を加筆・訂正などしてくださる協力者を求めています（P:テレビ/PJ:放送または配信の番組）。 |